# Віктор Герман
Віктор Герман (англ. Victor Heerman, 27 серпня 1893, Суррей — 3 листопада 1977, Лос-Анджелес) — американський сценарист, кінорежисер та кінопродюсер англійського походження. Після написання комедій для Мака Сеннетта, він разом з дружиною Сарою Мейсон виграв премію «Оскар» за кращий адаптований сценарій («Маленькі жінки» Луїзи Мей Елкотт) у 1933 році.

## Фільмографія

### Режисер
- 1931: Слизькі перли / The Stolen Jools
- 1930: Ноги на морі / Sea Legs
- 1930: Знищувачі тварин / Animal Crackers
- 1930: Армійський парад / Paramount on Parade
- 1930: Особистість / Personality
- 1930: Місячне сяйво та романтика / Moonlight and Romance
- 1928: Голодна любов / Love Hungry
- 1927: / Ladies Must Dress
- 1927: Гумові каблуки / Rubber Heels
- 1926: Тільки для дружин / For Wives Only
- 1925: Ірландська удача / Irish Luck
- 1925: / Old Home Week
- 1924: Впевнена людина / The Confidence Man
- 1923: Небезпечна прислуга / The Dangerous Maid
- 1923: Руперт з Генцау / Rupert of Hentzau
- 1923: Сучасний шлюб / Modern Marriage
- 1922: Любов - це жахлива річ / Love Is an Awful Thing
- 1922: Джон Сміт / John Smith
- 1921: Мій хлопчик / My Boy
- 1921: Курча у справі / The Chicken in the Case
- 1920: Бідний Сімп / The Poor Simp
- 1920: Ніколи не одружуйся / Don't Ever Marry
- 1920: / The River's End
- 1920: Курка в кабаре / Chicken à la Cabaret
- 1919: Його порочна дружина / His Naughty Wife
- 1918: Слідкуйте за свої сусідом / Watch Your Neighbor
- 1917: / Are Waitresses Safe?
- 1917: Довірлива дівчина / A Maiden's Trust
- 1917: Перетнути фініш / Pinched in the Finish
- 1917: Зірки та риски / Stars and Bars
- 1916: Вона любила моряка / She Loved a Sailor

### Сценарист
- 1954: Чудова одержимість / Magnificent Obsession
- 1949: Маленькі жінки / Little Women
- 1944: Зустрінь мене в Сент-Луїсі / Meet Me in St. Louis
- 1941: / A Girl, a Guy, and a Gob
- 1940: Гордість і упередження / Pride and Prejudice
- 1939: Золотий хлопчик / Golden Boy
- 1937: Стелла Даллас / Stella Dallas
- 1935: Чудова одержимість / Magnificent Obsession
- 1935: Перерва для сердець / Break of Hearts
- 1934: Маленький священик / The Little Minister
- 1934: Імітація життя / Imitation of Life
- 1934: Епоха невинності / The Age of Innocence
- 1933: Маленькі жінки / Little Women
- 1930: Особистість / Personality
- 1928: Голодна любов / Love Hungry
- 1927: / Ladies Must Dress
- 1923: Сучасне подружнє життя / Modern Matrimony
- 1922: Любов - це жахлива річ / Love Is an Awful Thing
- 1922: Джон Сміт / John Smith
- 1921: Мій хлопчик / My Boy
- 1921: Розлучення по розрахунку / A Divorce of Convenience
- 1921: Курча у справі / The Chicken in the Case